# Henry Tenré
Charles Henry Tenré, né à Saint-Germain-en-Laye le 14 octobre 1854, et mort à Paris 16e le 29 janvier 1926, est un peintre français, connu pour ses scènes de genre raffinées et ses portraits élégants dans le goût de la Belle Époque.

## Biographie
Fils du banquier Ludovic Tenré, Henry Tenré passe son enfance dans un milieu bourgeois à Saint-Germain-en-Laye et fréquente les collections du musée ouvert au château quelques années après sa naissance. Il étudie à l'École des beaux-arts de Paris où il suit l'enseignement d'Edmond Yon, paysagiste de l'école de Barbizon, de Gustave Boulanger et Jules Lefebvre qui lui apprennent l'art du portrait.
Il fait partie des futurs artistes qui, pour gagner leur vie, ont exercé différentes professions financières (remisier, commis de Bourse) au cours d'une époque de fortes spéculations à la Bourse de Paris, puis il débute au Salon des artistes français en 1883 et y expose tout au long de sa vie. Certaines de ses toiles sont reproduites sous forme des gravures et de cartes postales. Il obtient une mention honorable en 1891 et une médaille d'argent en 1911. Il reçoit une médaille de bronze en 1900 à l'Exposition universelle de Paris, puis est nommé chevalier de la Légion d'honneur.

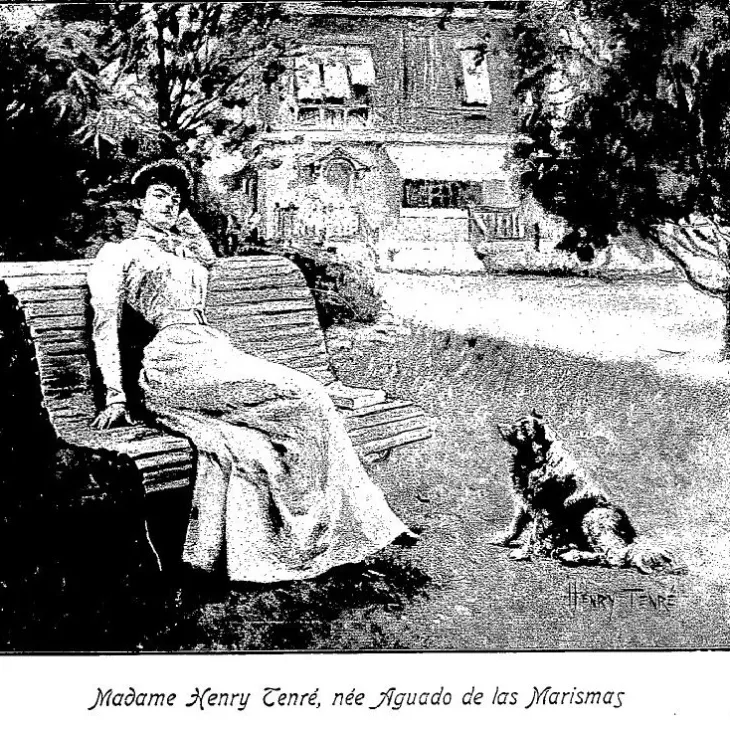

Il est l'auteur de scènes de genre (La Lettre, La Poste, La Messe de Saint-Hubert, Jeunes femmes vélocipédistes avenue du Bois, etc.) ou mondaines, de portraits raffinés et aussi de paysages, de vues du château de Versailles aussi bien de son intérieur que de son parc, et également de scènes d'intérieur et de portraits d'élégantes.
Le 16 juillet 1894 il épouse à Paris Lucie Aguado de Las Marismas, fille d'Arthur Aguado, marquis de Las Marismas del Guadalquivir, et d'Hélène Elisabeth Henriette Jacob, ainsi qu'arrière petite-fille d'Alexandre Aguado, petite-fille de Claire Emilie MacDonell et nièce de Carmen Aguado, Duchesse de Montmorency (en). Le couple n'ayant pas d'enfant adopte en 1924 Marie Madeleine de Lagotellerie, fille de Maurice de Lagotellerie et petite-fille de Fernand Crouan, qui a perdu sa mère à l'âge de 3 ans. 
Il meurt à Paris en 1926.

## Collections publiques
- Paris, musée Carnavalet : Le Jardin du musée Carnavalet ; effet de neige (3e arrondissement), 1905, huile sur toile[5] ;
- Paris, musée des arts décoratifs ;
- Paris, musée d'Orsay : Le Carrosse du Saint Sacrement, huile sur bois[6] ;